# احمدلی (ماساللی)
احمدلی (به ترکی آذربایجانی: Əhmədli) یک منطقه مسکونی در جمهوری آذربایجان است که در شهرستان ماساللی واقع شده‌است. احمدلی ۱۴۰۱ نفر جمعیت دارد.